# Economia qualitativa
A economia qualitativa refere-se à representação e análise da informação sobre a direção da mudança (positiva, negativa ou nula) em variáveis econômicas em relação a mudanças em algumas outras variáveis econômicas. Para os casos não-nulos, o que torna a mudança qualitativa é que sua direção, e não sua magnitude, é especificada.
Exercícios típicos de economia qualitativa incluem mudanças estáticas-comparativas estudadas em microeconomia e macroeconomia e estados comparativos de equilíbrio do crescimento em um modelo macreconômico de crescimento. Um exemplo simples que ilustra uma mudança qualitativa vem da macroeconomia. Sendo:
PIB = Produto Interno Bruto nominal, uma medida da renda nacional
M = Oferta monetária
T =impostos totais
A teoria monetária pressupõe uma relação positiva entre PIB, a variável dependente, e M, a variável independente. Formas equivalentes de representar tal 'relação qualitativa entre elas são sinalizadas com
{\displaystyle +\,\!}
{\displaystyle PIB=f(M)\,\!} {\displaystyle ou\,\!} {\displaystyle {\frac {df(M)}{dM}}>0.}
onde o '+' indica uma relação positiva do PIB com M, isto é, à medida que M aumenta, o PIB aumenta, e vice versa.
Outro modelo econômico do PIB pressupõe que o PIB possui uma relação negativa com T. Isto pode ser representado de forma semelhante à de cima, com uma mudança de sinal teoricamente apropriada como indicado:
{\displaystyle -\,\!}
{\displaystyle PIB=f(T)\,\!} {\displaystyle ou\,\!} {\displaystyle {\frac {df(T)}{dT}}<0.}
Isto é, quando T aumenta, o PIB aumenta, e vice versa.
Um modelo combinado usa tanto M como T como variáveis independentes. As relações pressupostas podem ser equivalentemente representadas como relações funcionais e derivadas parciais (possíveis para mais de uma variável independente):
{\displaystyle +\,\!} {\displaystyle -\,\!}
{\displaystyle PIB=f(M,T)\,\!} {\displaystyle ou\,\!} {\displaystyle {\frac {\partial f(M,T)}{\partial M}}>0,} {\displaystyle {\frac {\partial f(M,T)}{\partial T}}<0.}
Hipóteses qualitativas aparecem na história antiga da economia formal, mas aparece nos modelos econômicos formais apenas a partir do final da década de 1930, com o modelo de equilíbrio geral de Hicks em uma economia competitiva. Uma exposição clássica da economia qualitativa pode ser encontrada em Samuelson, 1947. Nele, Samuelson identifica restrições qualitativas e as hipóteses de maximização e estabilidade de equilíbrio como as três fontes fundamentais dos teoremas significativos - hipóteses sobre dados empíricos que poderiam ser refutadas por outros dados empíricos.